# سباق باريس روبيه 1958
طواف باريس 1958 هو سباق دراجات هوائية أقيم بتاريخ 13 أبريل، تكون السباق من مرحلة واحدة، وامتدّ لمسافة 269 كم، وبسرعة 33.330 كم/س، استغرق السباق 8 ساعات و04 دقيقة و41 ثانية.